# Wełnooposy
Wełnooposy (Caluromyinae) – podrodzina ssaków z rodziny dydelfowatych (Didelphidae).

## Rozmieszczenie geograficzne
Podrodzina obejmuje gatunki występujące w Ameryce.

## Systematyka
Do podrodziny należą następujące rodzaje:
- Caluromys J.A. Allen, 1900 – wełnoopos
- Caluromysiops Sanborn, 1951 – pręgoopos – jedynym przedstawicielem jest Caluromysiops irrupta Sanborn, 1951 – pręgoopos czarnobarkowy